# Pseudomaenas dukei
Pseudomaenas dukei är en fjärilsart som beskrevs av Krüger. Pseudomaenas dukei ingår i släktet Pseudomaenas och familjen mätare. Inga underarter finns listade.